# 新東陽

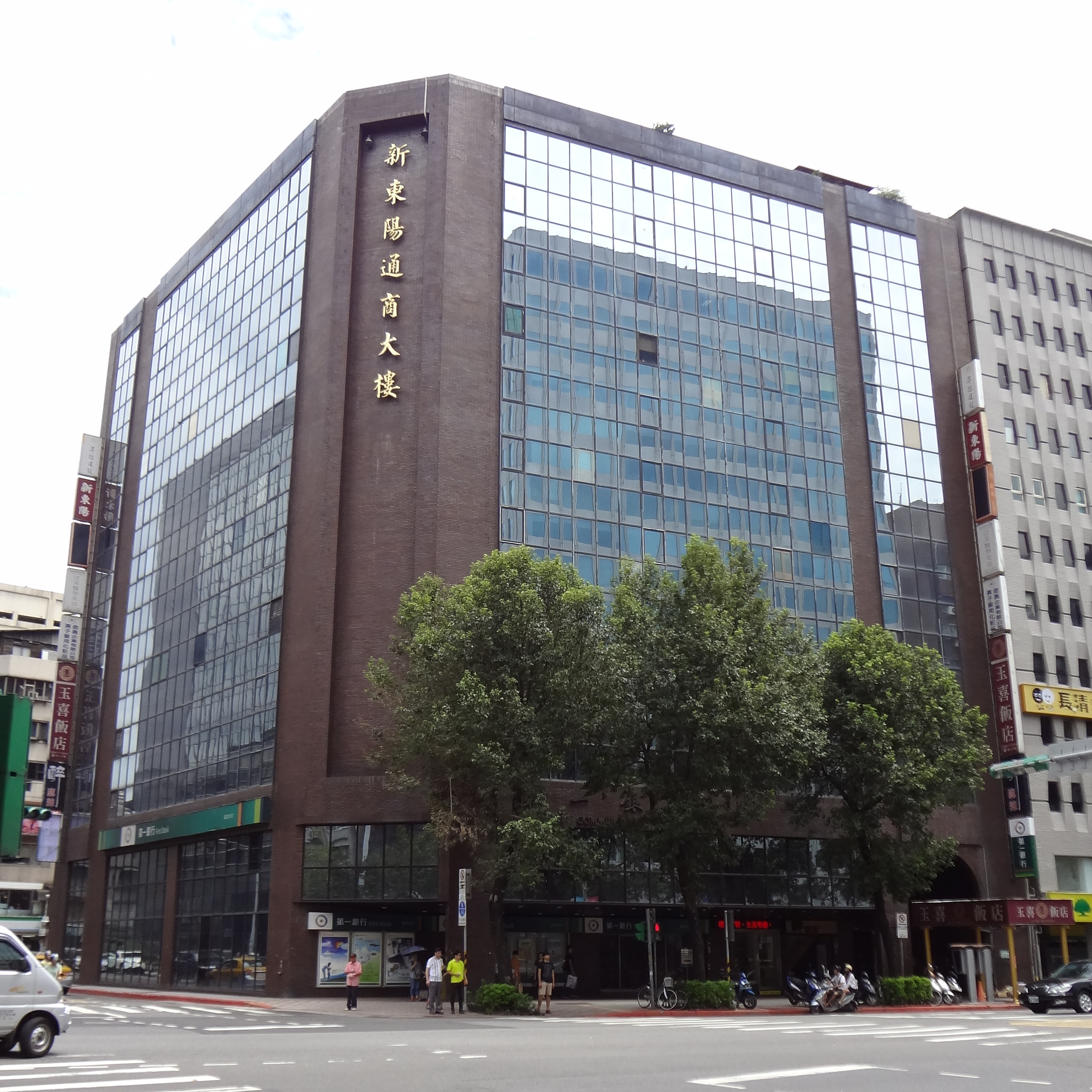
新東陽通商大樓

新東陽（しんとうよう、ピン音:Xīn Dōng Yáng）は台湾の台北に本社をもち、食品の加工、販売を行う会社。ブランドのパイナップルケーキが有名。観光本で紹介されているように土産物屋のひとつと思われがちだが、元々は食肉加工業から始まっている食品メーカーである。
1967年の創業当時、屋号は東陽燒臘行といい、チャーシュー（燒臘）やでんぶ（肉鬆）の加工を実演販売していた。起業した人物は麥幸夫で、のちに会長となったが1985年10月27日に44歳で死去している。徐々に肉製品のラインナップを増やし事業規模を拡大すると、やがて台湾各地の特産品も扱う新しい業態へ脱皮することを企図し、新しい東陽燒臘行ということで新東陽と名称変更した。1972年のことで、当時は麥氏新東陽食品股份有限公司といった。1991年、瑞陽食品工業股份有限公司との合併を経て現在に至っている。店舗を構えている直営店だけで30、空港などのテナントをあわせれば70店舗以上を展開している。扱う商材はパイナップルケーキなどの菓子類からドライフード、ジャーキーなどの肉類、調味料、茶や酒と幅広く雑貨もある。